# La catedral sumergida
La catedral sumergida (título original en francés La cathédrale engloutie) es un preludio para piano escrito por el compositor francés Claude Debussy. El compositor publicó un primer libro con doce preludios, siendo La catedral sumergida el décimo de ellos. Tres años más tarde, en 1913, Debussy completa la serie con otros doce preludios agrupados en un segundo libro.     

## Simbolismo musical
Esta obra es un ejemplo del simbolismo musical, en la que Debussy representa una impresión de una imagen o una idea. Así, el compositor nombraba con frecuencia sus obras con la imagen exacta sobre la que estaba componiendo como La Mer, Des pas sur la neige o Jardins sous la pluie. En el caso de los dos libros de preludios, coloca el título de la pieza al final de la misma para que quien la intérprete responda de forma intuitiva e individual a la música que ejecuta. En este caso concreto, ya que el preludio se basa en una leyenda, puede ser considerada música programática.

## Análisis

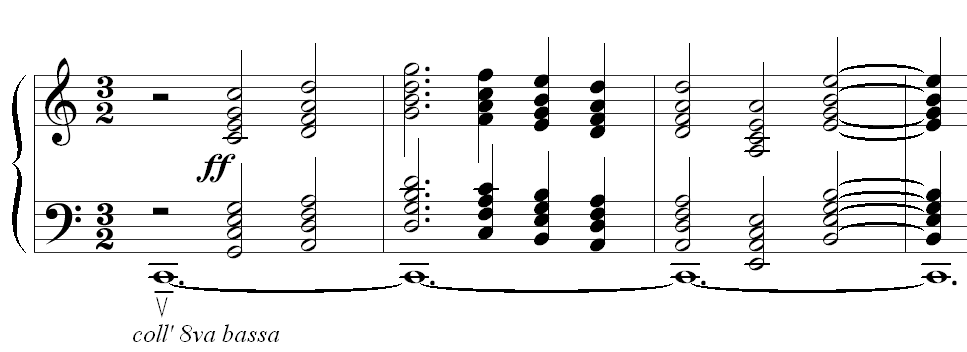
Acordes que representan las campanas de la catedral.

El preludio se basa en un antiguo mito bretón en el que una catedral, sumergida frente a la costa de la isla de Ys, se eleva en las mañanas claras. Desde el otro lado del mar se puede oír el canto de los sacerdotes, el repique de las campanas y el sonido del órgano. Así, la pieza se inicia con quintas abiertas y paralelas que forman una serie pentatónica de acordes. Estos nos remiten a la música javanesa que el compositor escuchó en la Exposición Universal de 1889 y a la música de organum medieval. La dirección ascendente del motivo principal de la obra representa la emersión de la catedral que paulatinamente va aumentando de dinámica. Para lograr esa imagen, los pianistas juegan con el peso del cuerpo y el uso abundante de pedal para generar un sonido rico y grandioso, que recuerde al órgano con toda su registración sumergido. Este preludio muestra una característica composicional muy típica en Debussy. Es una exploración del sonido cordal a lo largo de una gran parte del rango de piano. Emplea además mixturas de acordes que provocan que estos se entiendan mejor como expansiones de color. Mixturas que generan una sonoridad modal acorde con la leyenda que pretende mostrar el preludio.
- Datos: Q6466022